# كائن زمري
في نظرية الفئة، وهي أحد فروع الرياضيات، تعد الكائنات الزمرية تعميمات محددة للزمر المبنية على بنًى أكثر تعقيدا من المجموعات. وتعد الزمرة الطوبولوجية مثالًا نموذجيًّا عليها، وهي زمرة تبنى على فضاء طوبولوجي يمثل مجموعة الزمرة، بحيث تكون عمليات الزمرة مستمرة.